# Reggenza di Nias Meridionale
La reggenza di Nias Meridionale (in indonesiano: Kabupaten Nias Selatan) è una reggenza dell'Indonesia, situata nella provincia di Sumatra Settentrionale.